# Kloster St. Maria (Esthal)

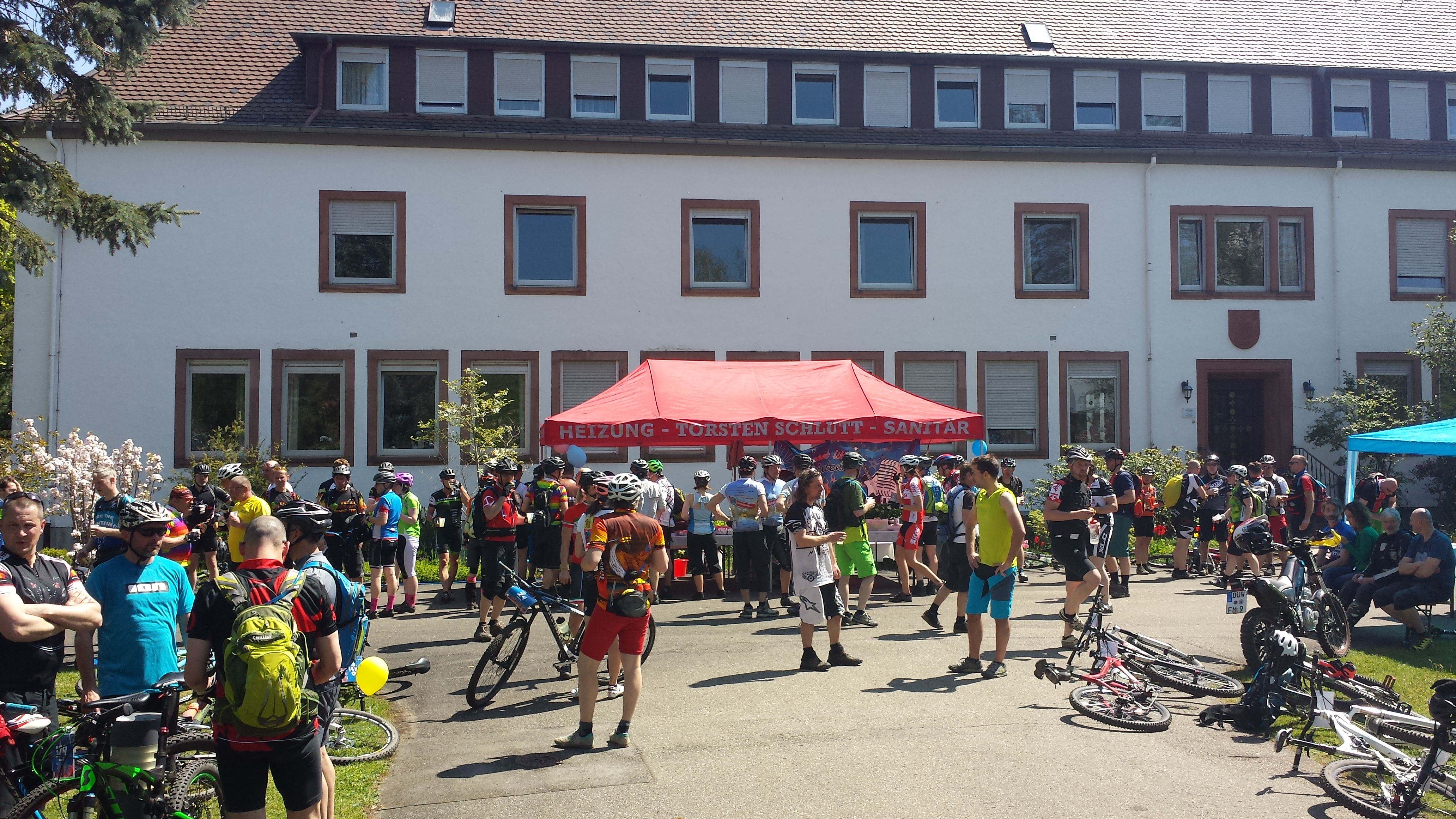
Kloster während des Gäsbock Mountainbike-Marathon 2016

Das Kloster St. Maria war ein Kloster der Schwestern vom Göttlichen Erlöser (Niederbronner Schwestern). Es befindet sich in der rheinland-pfälzischen Ortsgemeinde Esthal und steht unter Denkmalschutz.

## Lage
Das Kloster trägt die Anschrift Klosterstr. 60 und befindet sich am östlichen Ortsrand von Esthal. Im Osten erstreckt sich der Aschberg.

## Geschichte
Der Architekt Heinrich Hebgen aus Ludwigshafen am Rhein plante den Bau. Das Kloster wurde im Zeitraum von 1951 bis 1959 erbaut. Es war das Provinzialmutterhaus der Provinz Pfalz, die 2005 durch Zusammenlegung in der Provinz Deutschland und Österreich aufging. Die Kirche wurde am 7. März 1959 eingeweiht.
Das Kloster wurde im Frühjahr 2010 für Gäste geöffnet und Tagungs- und Übernachtungsmöglichkeiten geschaffen. Nach rund 70 Jahren wurde das Kloster 2019 aufgrund der demografischen Entwicklung des Ordens für rund eine Million Euro zum Verkauf ausgeschrieben. Im November 2019 erfolgte dann der Verkauf an die Slow Life GmbH Esthal. Die von zwei polnischen Investoren gehaltene Gesellschaft wollte den Beherbergungsbetrieb und die Gastronomie als Tagungs- und Gästehaus weiterführen. Da sie jedoch den Kaufpreis nicht zahlte, löste der Orden den Kaufvertrag am 28. Dezember 2020 wieder auf und leitete Gespräche mit anderen Interessenten ein. Im März 2021 erfolgte der erneute Verkauf, nun an die Europäisches Haus Esthal GmbH, die den Betrieb des Gästehauses fortführte. Die Klosterkirche wird weiterhin als Gotteshaus genutzt.
Nachdem sie den Übergang begleitet hatte, wurde die Schwesterngemeinschaft im Kloster St. Maria im November 2022 aufgelöst. Mit einem vom Weihbischof Otto Georgens geleiteten Dankgottesdienst endete die einhundertjährige Präsenz der Ordensschwestern in Esthal. Die verbliebenen vier Schwestern zogen in andere Niederlassungen des Ordens um. Der Eigentümer und Geschäftsführer der Europäisches Haus Esthal GmbH, der Priester Jaroslav Krzewicki, feiert weiterhin die Heilige Messe mit den Klostergästen.

## Ausstattung
Ein kunsthistorisch bedeutsames Kreuz im Chor der Kirche wurde 1984 aus Schweizer Privatbesitz erworben. Ein Großteil der restlichen Ausstattung wurde 1986 durch Josef Henger neu geschaffen.